# Seyfrieds

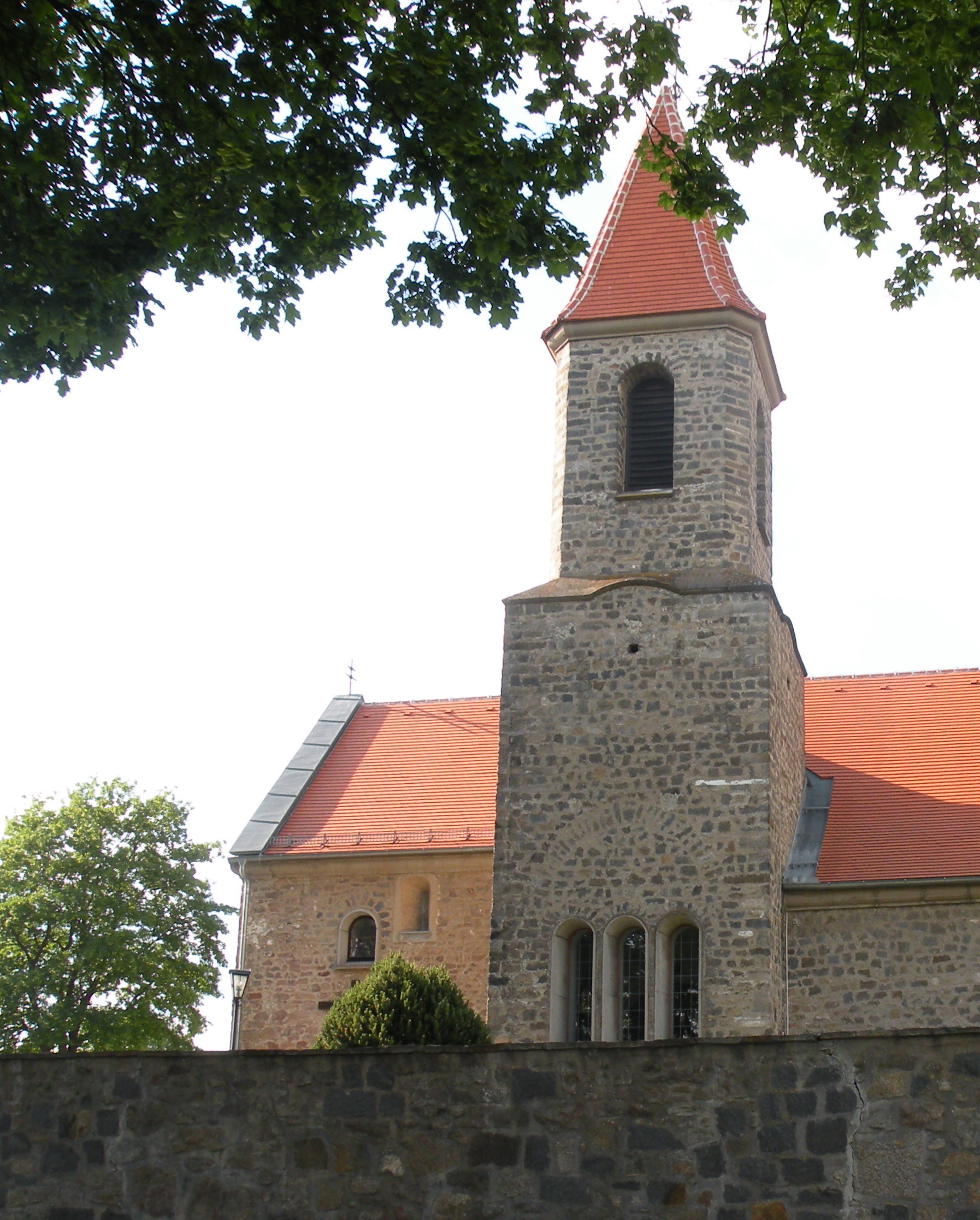
Kirche in Seyfrieds

Seyfrieds ist ein Ort und gleichzeitig eine Katastralgemeinde der Stadtgemeinde Heidenreichstein im nordwestlichen Waldviertel mit 241 Einwohnern (Stand 1. Jänner 2024).

## Geographie
Seyfrieds grenzt an nachstehend angeführte Katastralgemeinden der Stadtgemeinde Heidenreichstein: im Norden an Kleinpertholz und Heidenreichstein, im Westen an Wielandsberg, im Osten an Wolfsegg und im Süden an Haslau. Seyfrieds grenzt weiters an die Katastralgemeinde Aalfang in der Gemeinde Amaliendorf-Aalfang. Am 1. April 2020 umfasste die Ortschaft 129 Adressen.
Die höchste Erhebung liegt bei den Brandhäusern auf 608 m ü. A. Auf dem Gebiet der Katastralgemeinde liegt der Geißbachteich.

## Geschichte
Der Ort dürfte Ende des 12. oder Anfang des 13. Jahrhunderts gegründet worden sein. Der Ortsname leitet sich vom althochdeutschen Personennamen „Seyfried oder Sigfried“ ab.
Seyfrieds wurde 1314 erstmals urkundlich erwähnt und wurde 1784 zur Katastralgemeinde. Im Jahr 1822 wurde der Ort als Dorf mit 53 Häusern genannt, das über eine Pfarre und eine Schule verfügte. Die Herrschaft Eisgarn besaß die Ortsobrigkeit, besorgte die Konskription und hatte die Grundherrschaft inne. Die Landgerichtsbarkeit wurde von der Herrschaft Heidenreichstein ausgeübt.
Der Ort konstituierte sich 1850 mit damals 205 Einwohnern gemeinsam mit der Katastralgemeinde Haslau zur politischen Gemeinde Seyfrieds. 1934 hatte die Gemeinde 517 und 1939 439 Einwohner.
1784 wurde das Schulgebäude für die Schule errichtet, die ursprünglich als Pfarrschule geführt und 1976 geschlossen wurde. 1894 wurde die Freiwillige Feuerwehr Seyfrieds gegründet und ein Feuerwehrhaus errichtet. 1947 wurde die Elektrifizierung in Angriff genommen.
Mit 1. Jänner 1976 erfolgte schließlich auf Grund eines Gemeinderatsbeschlusses die Zusammenlegung mit der Stadtgemeinde Heidenreichstein. 2001 hatte die Ortschaft (ohne Haslau) 280 Einwohner.

## Pfarre
Die Pfarrzugehörigkeit des Ortes samt Kirche wechselte mehrmals zwischen Heidenreichstein, Litschau und Eisgarn. Seyfrieds war zeitweilig auch eigenständige Pfarre, zu der Haslau, Wolfsegg und Guttenbrunn gehörten.
Bei der dem hl. Johannes geweihten Pfarrkirche Seyfrieds handelt es sich im Kern um einen romanischen Kirchenbau aus dem Jahr 1450 (nach anderen Quellen aus dem Jahr 1180). Von 1950 bis 1953 erfolgte der letzte Umbau, wobei das zugemauerte Rundbogenportal und die Rundbogenfenster freigelegt wurden. Die Kirche wird für die Sonntagsgottesdienste regelmäßig genutzt.
Seyfrieds ist eine eigene Pfarre, die neben der Wehrkirche in Seyfrieds über Dorfkapellen in Haslau, Brandhäuser, und Guttenbrunn verfügt. Die Pfarre gehört zum Seelsorgebereich der Pfarre Heidenreichstein.

## Bürgermeister
- Silvester Jungmann (1906)
- Anton Bauer (1921, 1924)
- Franz Dumböck (1929)
- Rudolf Süss (1947)
- Franz Bauer (1950, 1955, 1960)
- Wilhelm Dollansky (1970)

## Ehrenbürger
- Franz Klinger, Oberlehrer
- Franz Muhr (1906–1988), Ehrendechant